# Geoffroy de Champallement
 (janvier 2023).
Geoffroy de Champallement († 17 septembre 1076) est le 49e évêque d'Auxerre de 1052 à sa mort.

## Biographie

### Famille
Geoffroy est le fils de Hugues de Champallement, vicomte de Nevers (1028), et d'Ermengarde, issue de la Maison de Nevers ou de la famille comtale de Tonnerre (Colas, 2010). Le Cognomen de Champallement provient du château, près de Clamecy, dans lequel il serait né.
La famille des vicomtes de Nevers a donné, outre Geoffroy de Champallement, deux évêques au diocèse de Nevers : son oncle Hugues II (1013-1065) et son neveu Hugues III (1074-1091).
Sa vie a été décrite dans la Gesta pontificum Autissiodorensium par Frodon, chanoine et archiprêtre de l'église Saint-Etienne d'Auxerre.

### Élection
Geoffroy qui avait servi comme chapelain à la cour du roi Henri Ier, occupait en 1045 les fonctions de doyen de Nevers auprès de son oncle Hugues II; il était de plus abbé de Saint-Arigle, église de Nevers détruite à la révolution.
Si la guerre de succession au duché de Bourgogne était déjà loin, le comte de Nevers Guillaume Ier, également comte d'Auxerre et petit-fils du roi Robert II le Pieux, souhaitait renforcer les liens avec le pouvoir royal et nommer un proche de la maison de Nevers, à l’exemple de l’évêché de Nevers. L’intronisation de Geoffroy, les derniers jours de l’an 1051, illustrait ainsi qu’au milieu du Xe siècle, la réforme grégorienne n’avait pas encore réduit les pouvoirs de nomination des ecclésiastiques par la grande noblesse. Le successeur de Geoffroy de Champallement sera son cousin Robert, l’un des fils du comte Guillaume Ier.

### Épiscopat
Parmi les louanges dressant le panégyrique, Frodon souligne l’intérêt que Geoffroy portait à la reconstruction et à l’embellissement de sa cathédrale; ainsi il est remarquable de prendre connaissance de l’information selon laquelle l’évêque d’Auxerre aurait institué dans le chapitre, trois prébendes pour des clercs artistes qu’il dote de canonicats, un orfèvre de qualité, un peintre expert et un maître verrier (« Aurifabrum mirabile, pictorem doctum, vitrearium sagacem »). 

#### Fondation du prieuré Notre-Dame de La Charité-sur-Loire
L’évêque Geoffroy, avec l’approbation du comte Guillaume Ier de Nevers, souhaitait fonder un monastère sur les ruines de celui jadis établi à Seyr sur les bords de la Loire près du château de La Marche. Cette terre relevait depuis longtemps de l’Église d’Auxerre qui avait des droits sur certaines enclaves dans le diocèse de Nevers, mais les pillages séculiers en avaient fait bénéficier les seigneurs du fief de La Marche. 
Geoffroy obtient de Rainaud de La Marche et de son beau-frère Bernard du Chaillant, l’abandon de leurs droits sur les domaines de l’ancienne abbaye, et donne ce qui reste du patrimoine, une église dédiée à Notre-Dame, à Hugues le Grand afin d’y établir un prieuré relevant de l’ordre de Cluny. La charte de fondation du prieuré Notre-Dame de La Charité, datée de l’an 1059, est signée par le comte, le seigneur de La Marche, les trois frères de Chaillant, ainsi que par son neveu Hugues, prévôt d'Auxerre et futur évêque de Nevers. Des héritiers des seigneurs de La Marche proches des vicomtes de Nevers, ont longtemps contesté la «restitution» de ces biens en bataillant contre les moines.

#### Restauration du monastère de Saint-Étienne de Nevers
Cette charte de l'an 1063 concernant l’évêché de Nevers est une illustration de la restitution aux églises de nombreux domaines qui avaient été pillés par les seigneurs. La famille des vicomtes de Nevers n’échappe pas à la règle en abandonnant la moitié de l’abbaye qu’elle tenait en bénéfice du comte. Ainsi, l’on trouve parmi les signataires pas moins de 6 de leurs membres : Hugues II évêque de Nevers, Geoffroy de Champallement, Hugues III, alors doyen du chapitre de Nevers et futur 43e évêque, Hugues vicomte et ses frères Léon et Rainaud, ainsi que le comte Guillaume Ier et ses trois fils, dont Robert le futur 50e évêque d'Auxerre.
Dans une autre charte de 1068 sous l’autorité de l’évêque Malguin, abandonnant l’église Sainte-Marie et Saint-Etienne à l’ordre de Cluny en raison de la disparition de tous les chanoines hormis le prieur Giraud, on retrouve le doyen Hugues, le vicomte Hugues et son frère Léon.
Par ailleurs, Hugues, vicomte de Nevers, qui avait aussi pillé l'abbaye de Saint-Vincent et Saint-Arigle, en avait dilapidé abusivement les revenus. Son fils Geoffroy de Champallement qui en avait la jouissance la restitue en 1075, pour le salut de l’âme de son père, à son neveu Hugues III, qui la concède par une charte au chapitre de la cathédrale Saint-Cyr, en affectant les revenus aux repas des chanoines.

#### Décès
Selon Frodon l'auteur de sa vita, sentant ses forces diminuer, Geoffroy se retire au château de Varzy, résidence des évêques d’Auxerre souvent disputée par la maison de Donzy; il y meurt à la mi-septembre 1076 entouré de l’évêque de Nevers, son neveu Hugues II, et du prieur Gérard. Son corps est inhumé dans le monastère de La Charité-sur-Loire, d’abord au milieu de l'ancienne église, puis dans une chapelle de la nouvelle église de Saint-Laurent qui servit de culte pendant la construction du prieuré.